# Liste der Monuments historiques in Fouchy
Die Liste der Monuments historiques in Fouchy führt die Monuments historiques in der französischen Gemeinde Fouchy auf.

## Liste der Objekte
| Bezeichnung                | Beschreibung                           | Standort                              | Kennzeichnung | Schutzstatus | Datum | Bild |
| -------------------------- | -------------------------------------- | ------------------------------------- | ------------- | ------------ | ----- | ---- |
| Orgel                      | Ensemble aus PM67001889 und PM67001890 | in der Kirche St-Jean-Baptiste (Lage) | PM67001888    | Inscrit      | 2019  |      |
| Instrumentalteil der Orgel | 1896 von Martin Rinckenbach gebaut     | in der Kirche St-Jean-Baptiste (Lage) | PM67001889    | Inscrit      | 2019  |      |
| Orgelprospekt              | 1896 von Martin Rinckenbach gebaut     | in der Kirche St-Jean-Baptiste (Lage) | PM67001890    | Inscrit      | 2019  |      |